# Jepistinija Stiepanowa
Jepistinija Fiodorowna Stiepanowa (ros. Епистиния Фёдоровна Степанова; ur. 6 listopada?/18 listopada 1882 w Imperium Rosyjskim, zm. 7 lutego 1969 w Rostowie nad Donem) – Rosjanka, której ośmiu synów zginęło na wojnie, a dziewiąty zmarł wskutek ran odniesionych na froncie. Została wyróżniona tytułem Matki Bohaterki i odznaczona Orderem Wojny Ojczyźnianej I stopnia.

## Życiorys
Urodziła się 18 listopada 1882 roku na terenie dzisiejszej Ukrainy, ale od dzieciństwa mieszkała na Kubaniu. Rodzina Stiepanowów mieszkała w gospodarstwie w rejonie timaszowskim Kraju Krasnodarskiego. Urodziła piętnaścioro dzieci.
Najstarszy syn Aleksandr (1901–1918) schwytany na polu bitwy w czasie wojny domowej, został pojmany i rozstrzelany przez białych w odwecie za pomoc udzieloną Armii Czerwonej przez rodzinę Stiepanowów. Synowie Wasilij, Filip, Fiodor i młodszy Aleksandr (pośmiertnie Bohater Związku Radzieckiego) Iwan, Ilja i Pawieł zginęli podczas II wojny światowej w latach 1939–1943. Syn Nikołaj wrócił ze szpitala w sierpniu 1945 roku, długo chorował i zmarł na skutek odniesionych ran w 1966 roku.
W ostatnich latach życia Stiepanowa mieszkała w Rostowie nad Donem, przy rodzinie swojej jedynej córki, Walentyny Korżowej. Zmarła tam 7 lutego 1969 roku.